# Novi Sad
Novi Sad (in serbo e ruteno Нови Сад, Novi Sad; in ungherese Újvidék; in slovacco Nový Sad) è una città di 388490 abitanti situata nel nord della Serbia, sulle rive del Danubio. È il capoluogo della Voivodina e del distretto della Bačka Meridionale, inoltre è un importante centro culturale ed industriale.

## Origini del nome
Novi Sad è stata, lungo la sua storia, un importante crocevia di popolazioni, sia per ragioni storiche sia politiche. Per questo motivo è chiamata con nomi differenti dai diversi popoli che l'hanno raggiunta o con cui la città ha avuto rapporti commerciali.
È così che se Нови Сад è il nome ufficiale in serbo scritto in cirillico, (letteralmente significa "Nuova Piantagione"), gli altri nomi utilizzati per definirla sono: Novi Sad in romeno, Nový Sad in slovacco, Újvidék in ungherese, Neusatz in tedesco, Neoplanta in latino.
La città era nota anche con il nome di una delle due municipalità che oggi la compongono: Petrovaradino o Petervaradino (in serbo: Петроварадин; in tedesco: Peterwardein; in ungherese: Pétervárad).

## Geografia fisica

### Territorio
Novi Sad si trova nella provincia della Voivodina; per metà appartiene al Distretto della Bačka Meridionale e per metà a quello di Sirmia. È attraversata dal Danubio che divide le due parti. Nella metà settentrionale è sfiorata dagli ultimi bassorilievi della Fruška Gora ed è bagnata da un segmento del canale Danubio-Tibisco-Danubio.

### Clima
Novi Sad ha un moderato clima continentale, con 4 stagioni. L'autunno è più lungo della primavera con lunghi periodi caldi e soleggiati. L'inverno è freddo con una media di 20 giorni in cui la temperatura scende al di sotto dello zero. Gennaio è il mese più freddo con una temperatura media di -0,9 °C. La primavera è corta e piovosa, e l'estate arriva repentinamente.
Tabella climatica di Novi Sad:
| Dati meteo          | Mesi | Mesi | Mesi | Mesi | Mesi | Mesi | Mesi | Mesi | Mesi | Mesi | Mesi | Mesi | Stagioni | Stagioni | Stagioni | Stagioni | Anno |
| Dati meteo          | Gen  | Feb  | Mar  | Apr  | Mag  | Giu  | Lug  | Ago  | Set  | Ott  | Nov  | Dic  | Inv      | Pri      | Est      | Aut      | Anno |
| ------------------- | ---- | ---- | ---- | ---- | ---- | ---- | ---- | ---- | ---- | ---- | ---- | ---- | -------- | -------- | -------- | -------- | ---- |
| T. max. media (°C)  | 2,5  | 5,7  | 11,5 | 17,2 | 22,5 | 25,2 | 27,2 | 27,2 | 23,7 | 18,0 | 10,3 | 4,5  | 4,2      | 17,1     | 26,5     | 17,3     | 16,3 |
| T. min. media (°C)  | −4,4 | −2,3 | 1,2  | 5,8  | 10,6 | 13,6 | 14,7 | 14,2 | 11,2 | 6,3  | 2,2  | −1,9 | −2,9     | 5,9      | 14,2     | 6,6      | 5,9  |
| Precipitazioni (mm) | 38   | 35   | 41   | 47   | 57   | 82   | 61   | 55   | 36   | 35   | 46   | 44   | 117      | 145      | 198      | 117      | 577  |

## Storia
Nella zona di Petrovaradino sono stati ritrovate tracce di un antico insediamento umano risalente all'Età della Pietra: ciò testimonia che intorno al 4500 a.C. il territorio dell'attuale Novi Sad era già abitato. I Celti conquistarono la regione nel IV secolo a.C. e costruirono una fortezza sulla sponda destra del Danubio; i Romani nel I secolo a.C. assoggettarono le terre dell'attuale città e costruirono l'insediamento di Cusum che fu annesso alla Provincia della Pannonia. Cusum, nel V secolo, fu distrutta dagli Unni, ricostruita pochi anni dopo dai Bizantini che la chiamarono Petrikon (Πέτρικον). Fu successivamente conquistata da Ostrogoti, Franchi, Avari, Bulgari e nuovamente dai Bizantini. Tra il X e il XII secolo appartenne al Regno d'Ungheria: in un documento ufficiale del 1237 viene menzionata come Petrovaradin (in ungherese Pétervárad), insieme ad altri insediamenti come Mrtvaljoš o Sajlovo dai nomi tipicamente slavi a testimonianza della presenza di popoli di etnia slava in queste terre all'epoca. Tra il 1526 e il 1687 la regione rientrava nei domini dell'Impero ottomano ed era abitata da Serbi.

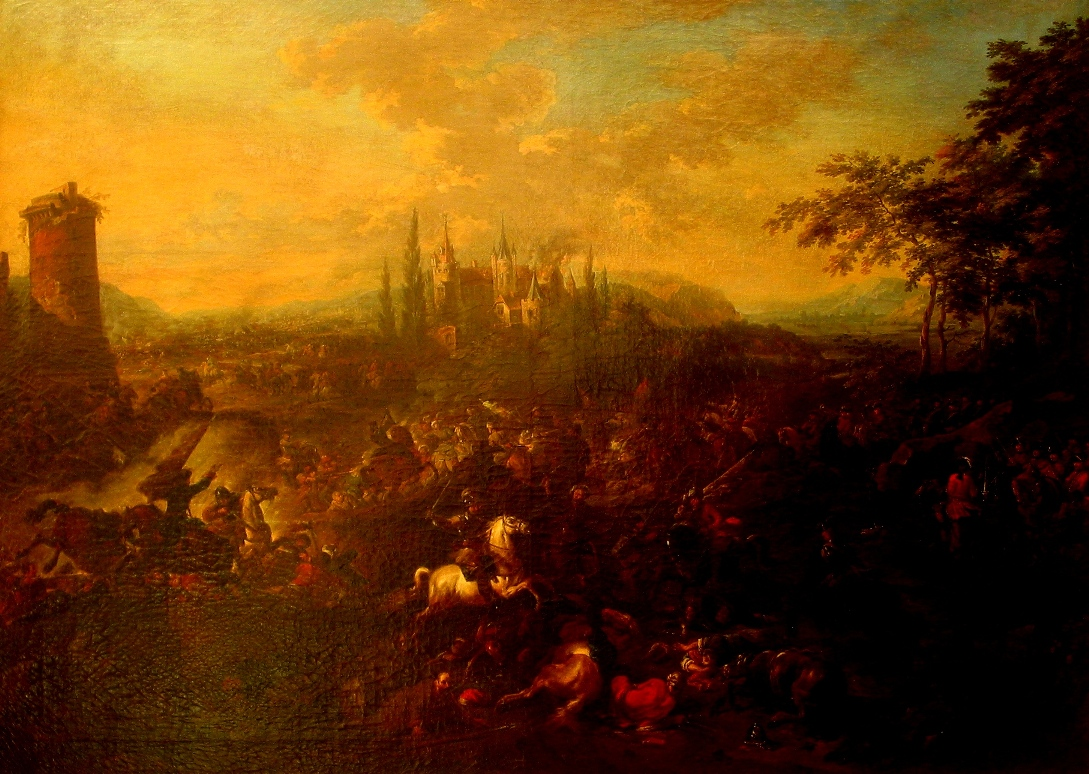
La Battaglia di Petrovaradin del 1716

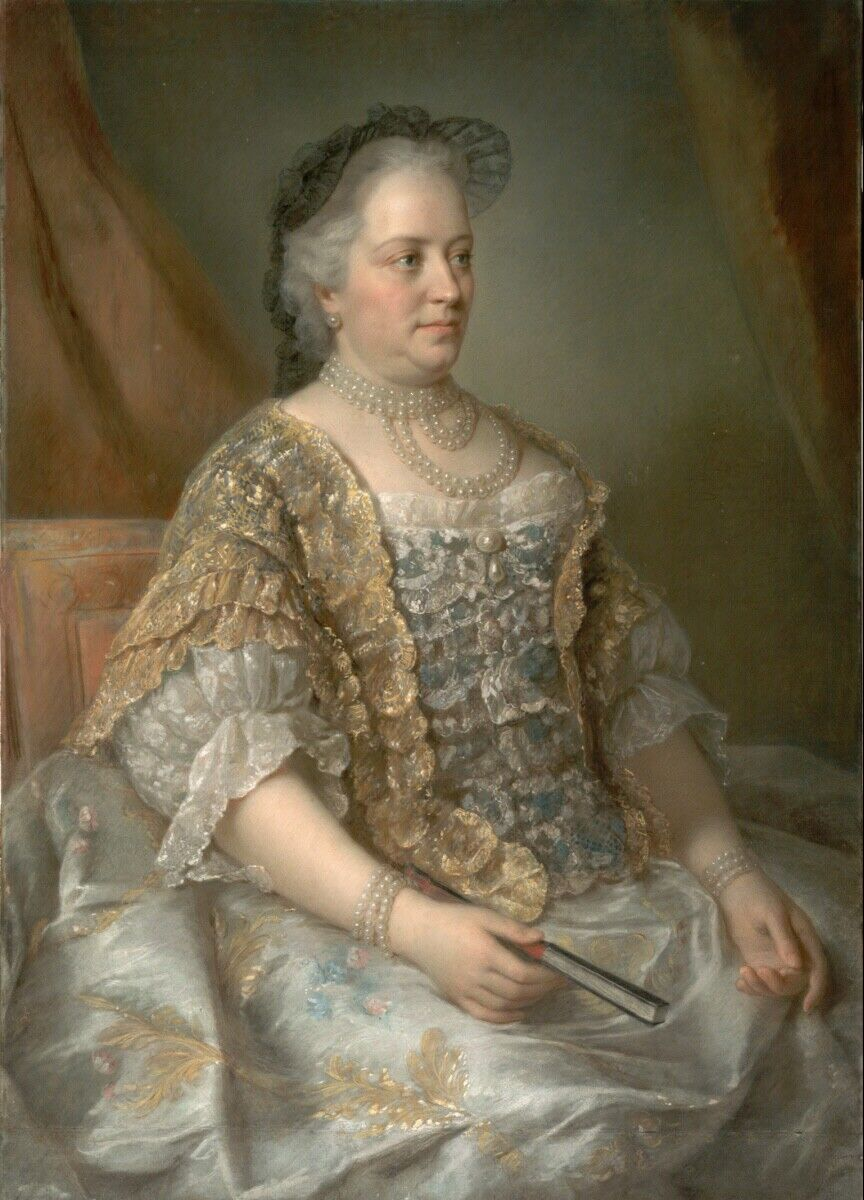
Maria Teresa d'Austria

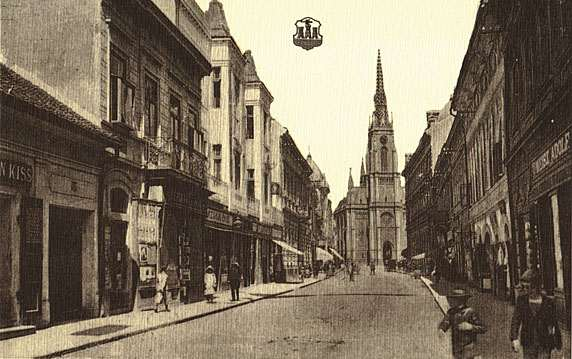
Novi Sad nel 1920

Alla fine del XVII secolo la zona divenne un possedimento degli Asburgo. Alla popolazione ortodossa della regione fu vietato di andare ad abitare a Petrovaradino: per questo nel 1694 venne fondato un nuovo villaggio sulla sponda sinistra del Danubio, chiamato Ratzen Stadt (Città dei Serbi) o Petrovaradinski Šanac. Nel 1718 gli abitanti della cittadina di Almaš furono trasferiti a Ratzen Stadt dove costruirono un loro quartiere Almaški Kraj. Nel 1720 risultavano vivere a Ratzen Stadt 112 famiglie serbe, 14 tedesche e 5 ungheresi; la città fu chiamata ufficialmente in latino Neoplanta (Nuovo Insediamento, Novi Sad) e nel 1748 fu dichiarata città reale libera dall'Imperatrice Maria Teresa.
Nel XVIII e XIX secolo, Novi Sad fu la più grande città abitata dai Serbi che, in quel tempo, non avevano una loro Patria; per la sua influenza politica e culturale fu chiamata l'Atene serba (Srpska Atina). Nel 1843 risultavano vivere a Novi Sad 17332 abitanti, tra cui i Serbi erano l'etnia predominante. Durante la rivolta del 1848-1849 (la Primavera dei popoli), la città faceva parte della Regione autonoma austriaca della Vojvodina, nel 1849 fu bombardata dagli Ungheresi asserragliati a Petrovaradin: moltissimi suoi abitanti furono uccisi o fuggirono, tanto che nel 1850 furono censiti solo 7182 cittadini. Tra il 1849 e il 1860, Novi Sad divenne parte della Provincia della Vojvodina serba e Banato di Tamiš (Војводство Србија и Тамишки Банат, Vojvodstvo Srbija i Tamiški Banat). Dopo il 1867 venne assegnata all'amministrazione magiara dell'Impero austro-ungarico e fu sottoposta ad una forte magiarizzazione, portata avanti con l'insediamento in città di numerose famiglie magiare, tanto che i Serbi divennero una minoranza.
Nel 1918 scoppiò l'insurrezione serba contro l'Austria: l'8 novembre gli Austriaci abbandonarono la città, il 9 vi fecero ingresso le truppe serbe, il 25 fu proclamata l'unione della Voivodina con lo Stato degli Sloveni, dei Croati e dei Serbi, in seguito chiamato Regno di Jugoslavia. Nel 1941 Novi Sad fu invasa dalla Germania e inserita territorialmente nell'Ungheria: nel 1942 la polizia ungherese uccise 1246 abitanti della città e ne gettò i corpi nelle acque del Danubio; in tutto, durante il conflitto, morirono più di 5000 cittadini di Novi Sad. I partigiani serbi furono molto attivi durante il periodo dell'occupazione, e il 23 ottobre del '44 entrarono in città e la proclamarono unita alla Repubblica Socialista Federale di Jugoslavia.
Novi Sad, dalla fine della Seconda guerra mondiale al dissolvimento della Jugoslavia visse un periodo di forte sviluppo industriale e la sua popolazione raddoppiò. Nel 1999 fu pesantemente bombardata dalle forze militari della NATO durante la Guerra del Kosovo: i suoi ponti furono distrutti, le comunicazioni, l'acqua e l'elettricità furono interrotte. Molte bombe caddero sulle zone residenziali causando parecchi morti, altre colpirono le installazioni industriali, soprattutto le raffinerie di petrolio, causando gravi danni all'ambiente. La città è stata scelta per essere capitale europea della cultura nel 2021, insieme alla romena Timișoara e alla greca Eleusi; a seguito della pandemia di COVID-19 il programma delle capitali europee della cultura è stato modificato: Novi Sad deterrà il titolo nel 2022, insieme a Kaunas ed Esch-sur-Alzette.

## Monumenti e luoghi d'interesse

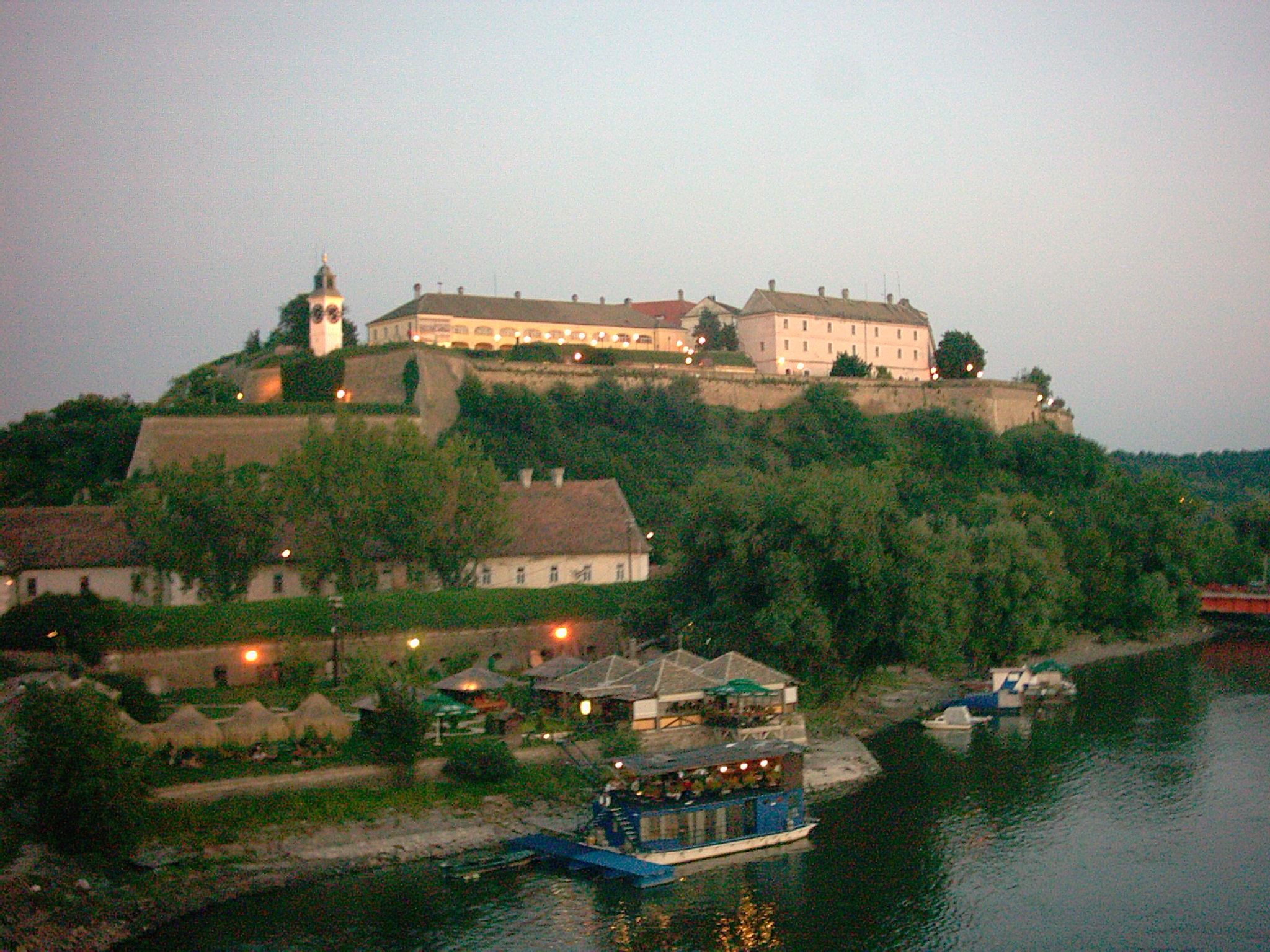
Cittadella di Petrovaradino

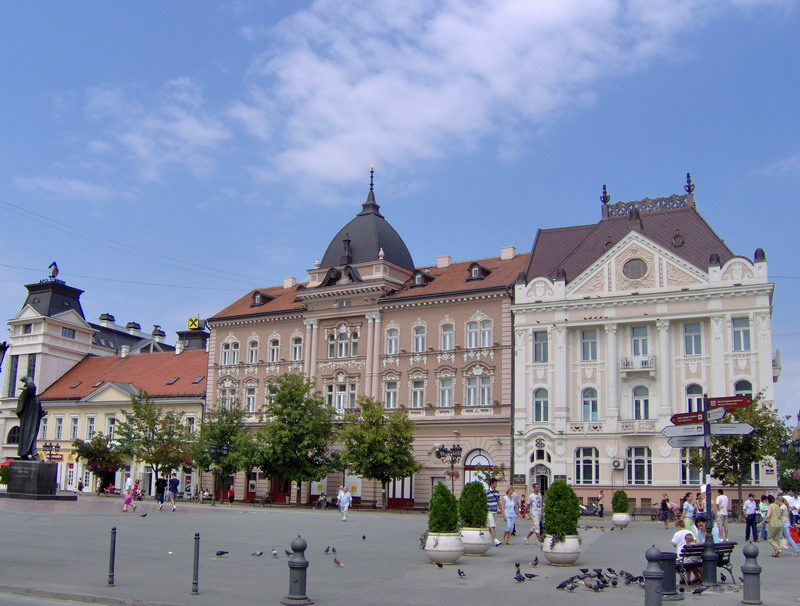
Trg Slobode

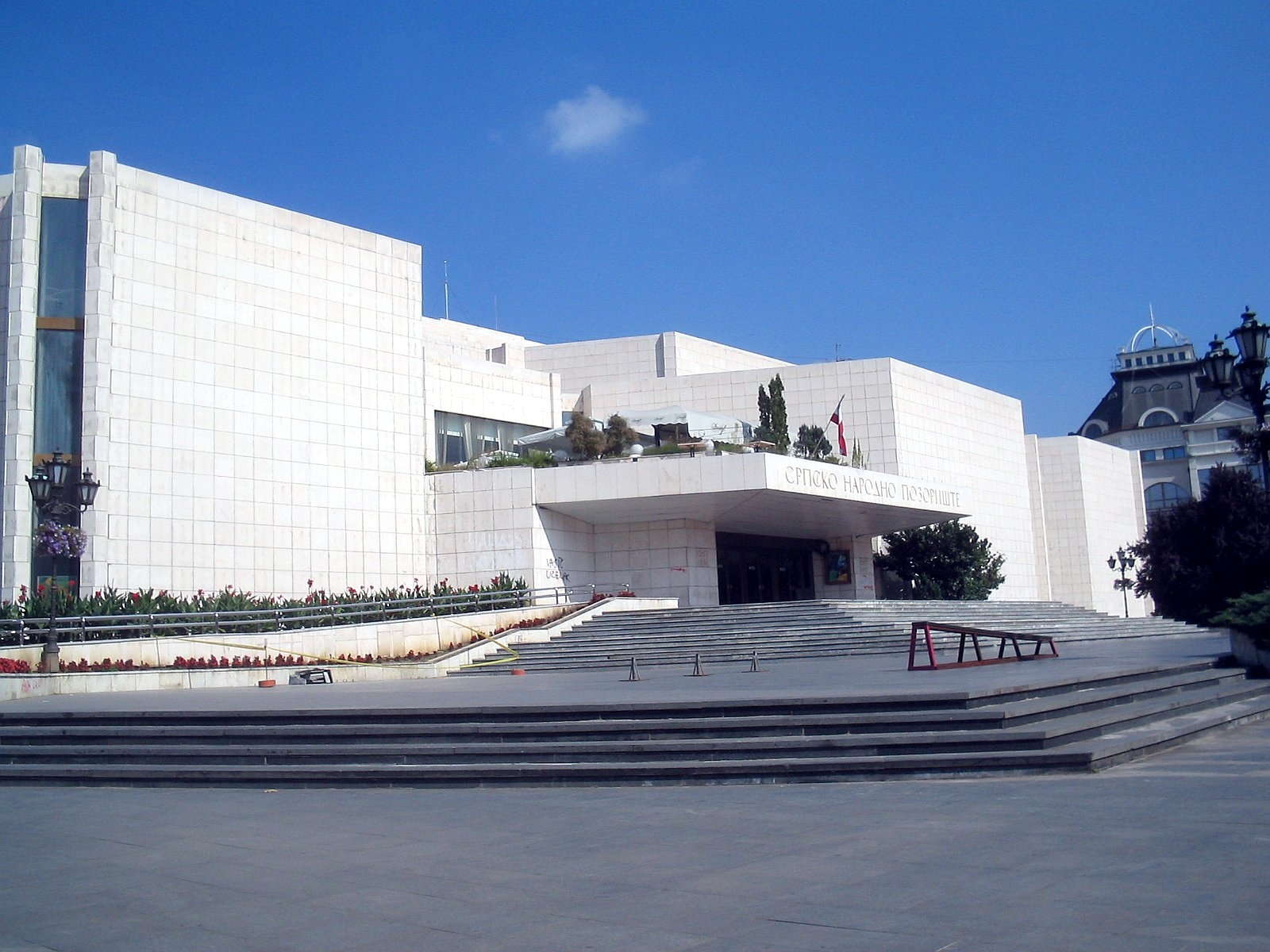
Teatro nazionale serbo

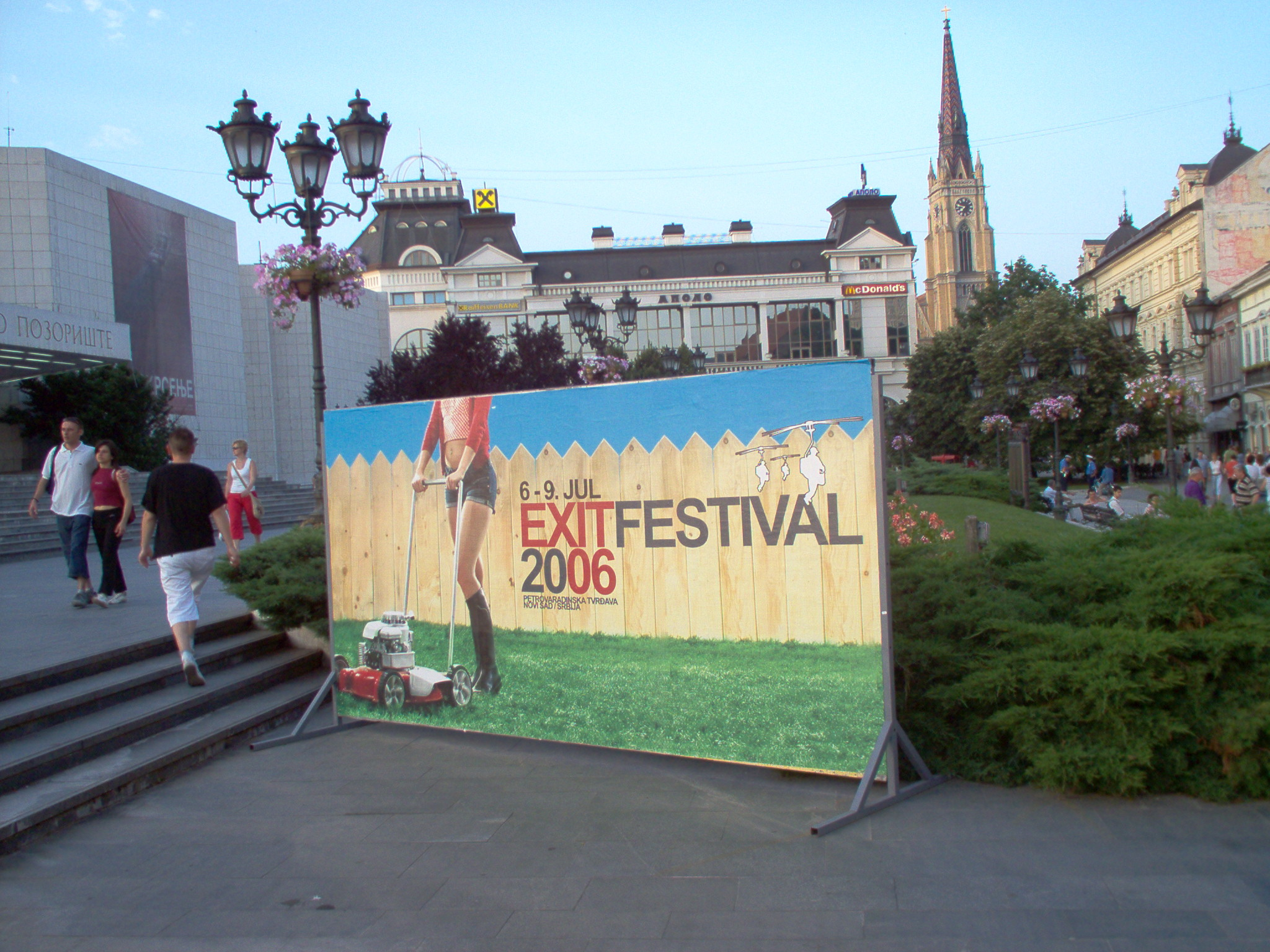
Festival EXIT

Una delle attrazioni turistiche più note di Novi Sad è la Fortezza di Petrovaradino (Петроварадинска тврђава, Petrovaradinska tvrđava), nata come cittadella romana e divenuta nel XIII secolo monastero cistercense di cui i monaci rinforzarono le mura dopo l'invasione dei Tartari (1247-1252). Fu teatro di numerose battaglie tra l'Austria e gli Ottomani, nuovamente rimaneggiata nel XVIII secolo, è una delle più imponenti costruzione militari in Europa.

Mete di numerosi visitatori ogni anno sono anche il parco nazionale della Fruška Gora che dista circa 20 km da Novi Sad, e il paese di Sremski Karlovci a 8 km dal centro.
La città vecchia ospita un gran numero di testimonianze storiche e artistiche mete di turismo. Sulla Piazza della Libertà (Трг Слободе, Trg Slobode) si affacciano alcuni degli edifici più significativi: il Municipio, il Palazzo della Banca della Vojvodina e quello della Novosadska štedionica, la Cassa di risparmio, l'Uomo di ferro e la parrocchia cattolica (Римокатоличка парохијска црква) costruita nel 1895 in stile neogotico, di cui spicca la torre dell'orologio alta 76 metri.
Le chiese principali nel panorama architettonico di Novi Sad sono la Nikolajevska crkva (Николајевска црква) del 1730, la più antica chiesa ortodossa in città con la sua cupola rivestita in oro, quella dell'Assunzione (Успенска црква, Upenska crkva) del 1736, l'Almaška (Алмашка црква) del 1797 e la Cattedrale ortodossa (Саборна црква, Saborna crkva) 1742; notevole è anche l'edificio della Sinagoga del 1906, che fa parte di un complesso comprendente il municipio ebraico e la ex scuola giudaica, oggi scuola di balletto.
Altri edifici di valore artistico sono quello della Matica srpska (Матица Српска), la più antica istituzione culturale della Serbia, che s'interessa del patrimonio linguistico e letterario della Serbia; il palazzo dell'Eparchia (Vescovado) di Bačka, il ginnasio Jovan Jovanović Zmaj, o il palazzo della famiglia Menrat (Менратова палата, Menratova palata) costruito nello stile della secessione ungherese.
A Novi Sad sono presenti diverse istituzioni culturali, tra cui il Teatro nazionale serbo (Српско народно позориштe, Srpsko narodno pozorište), il Museo della Voivodina, la Galleria delle Belle Arti, il Museo della città o il Tesoro della Chiesa ortodossa serba.
Un'importante manifestazione richiama a Novi Sad migliaia di turisti ogni anno: si tratta dell'EXIT Music Festival. Si svolge all'interno della fortezza di Petrovaradino al mese di luglio, dall'anno 2000. Inizialmente voluto dagli studenti universitari della città e sovvenzionato da istituzioni pubbliche e da ONG, oggi è sponsorizzato da numerose imprese private e patrocinato dall'emittente MTV, e vede esibirsi gruppi musicali internazionali.

## Società

### Religione

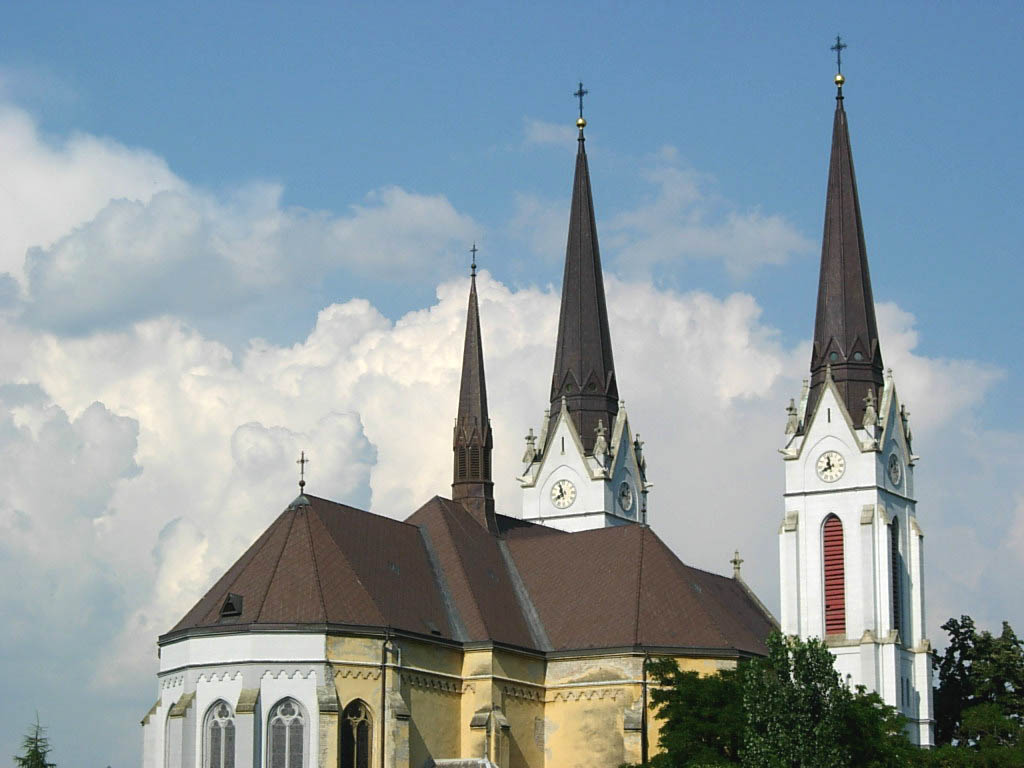
Chiesa Cattolica del Sacro Cuore

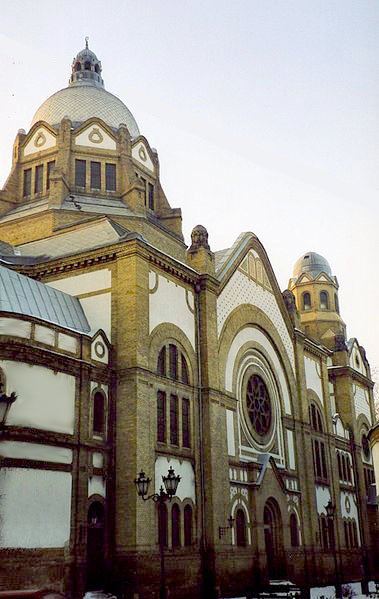
Sinagoga di Novi Sad

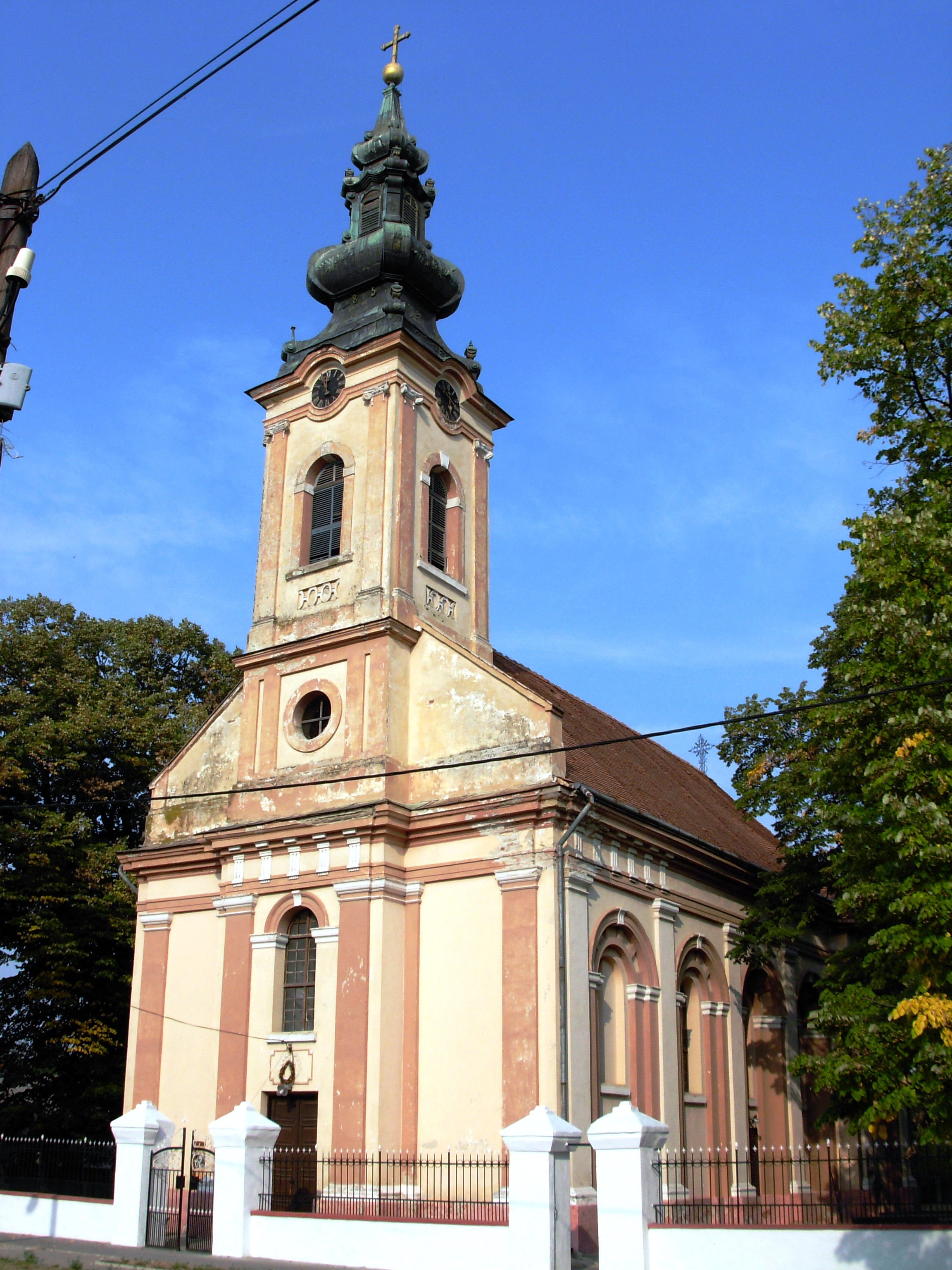
Chiesa ortodossa a Begeč

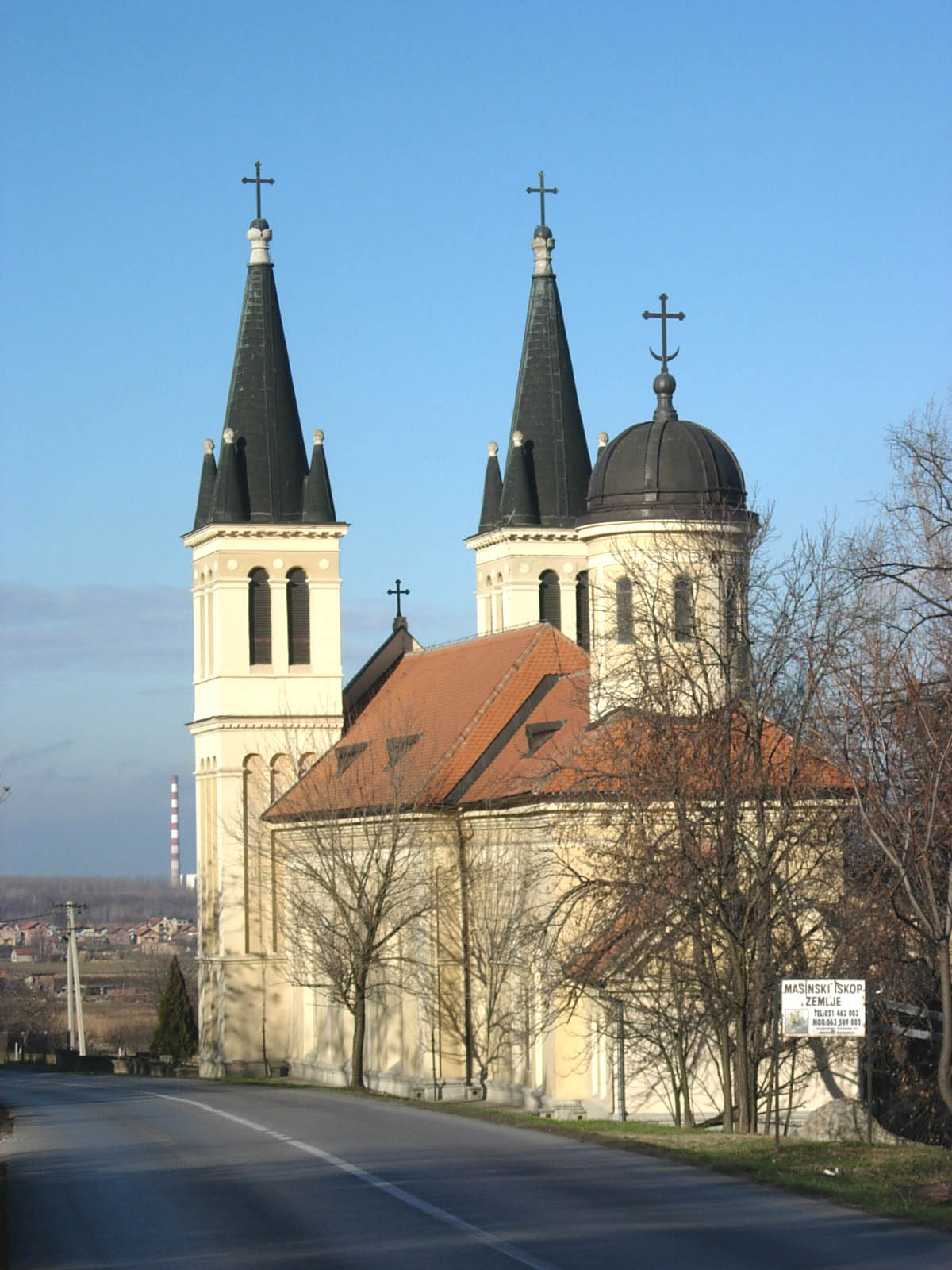
Santa Maria della Neve a Petrovaradin

Sin dai tempi in cui Novi Sad fu dichiarata città libera, le diverse confessioni religiose presenti hanno cercato di convivere in maniera pacifica e le autorità si sono sforzate di eliminare ogni controversia. Nel 1747 Cattolici e Ortodossi, che sono le chiese maggioritarie, si accordarono per un'eguale partecipazione alla vita pubblica della città.
La prima parrocchia ortodossa fu fondata alla fine del XVI secolo: dai documenti risulta esistere nel 1702. Nel XVIII secolo, il vescovo di Bačka spostò la sua sede a Petrovaradino e altre importanti chiese come la Nikolajevska Crkva e la Uspenska Crkva furono costruite prima del 1735. Il clero ortodosso veniva pagato dalla Tesoreria cittadina e il consiglio parrocchiale serbo era composto dai membri ortodossi dell'Assemblea municipale i cui eletti erano per metà serbo-ortodossi e per metà cattolici (tedeschi, ungheresi o slovacchi).
Le autorità religiose serbe avevano giurisdizione anche sugli affari politici della città e rappresentavano gli interessi della popolazione serba nei confronti della politica asburgica fino alla nascita del Regno di Jugoslavia. Dopo la Seconda guerra mondiale, i beni della chiesa furono confiscati dallo Stato e lo stesso clero fu privato del potere decisionale in campo civile.
Nel 1718 fu costruita la prima chiesa cattolica presto caduta in rovina, nel 1743 ne fu eretta un'altra dopo che numerosi cittadini cattolici di Belgrado si rifugiarono a Novi Sad in seguito alla caduta della capitale nelle mani dei Turchi. Questa chiesa fu utilizzata fino agli anni venti del XX secolo, quando venne edificata quella di Santa Maria nel centro della città. Altre chiese cattoliche furono man mano costruite, come quella di Santa Elisabetta a Telef, o quella dello Spirito Santo.
Anche i Protestanti si insediarono a Novi Sad ed aprirono una scuola nel 1808 e una chiesa nel 1819, distrutta dai bombardamenti del 1849 e ricostruita nel 1885.
La prima sinagoga fu edificata nel 1717; nel XVIII secolo, vivevano a Novi Sad 1.500 Ebrei, soprattutto commercianti e artigiani che godevano di un'autonomia sia religiosa che amministrativa fino alla rivoluzione del 1848/49.
Dopo la Seconda guerra mondiale, restarono pochi Ebrei in città, e la sinagoga da allora è usata solo per manifestazioni culturali, mentre per le cerimonie religiose, la comunità fa capo al rabbino di Belgrado.
Il primo parroco greco-cattolico risiedette a Novi Sad dal 1780, ma la chiesa degli Apostoli Pietro e Paolo fu costruita solo nel 1820 e ultimata nel 1838. I cattolici armeni consacrarono la loro chiesa nel 1746: era officiata da monaci provenienti da Venezia o da Vienna; nel 1872 fu eretta un'altra chiesa armena demolita negli anni venti del XX secolo.
Molte altre comunità religiose vivono a Novi Sad oggi, come quella evangelica metodista che ha costruito l'ospedale "Betanija", quella battista, quella avventista o la comunità islamica.

## Cultura

### Istruzione

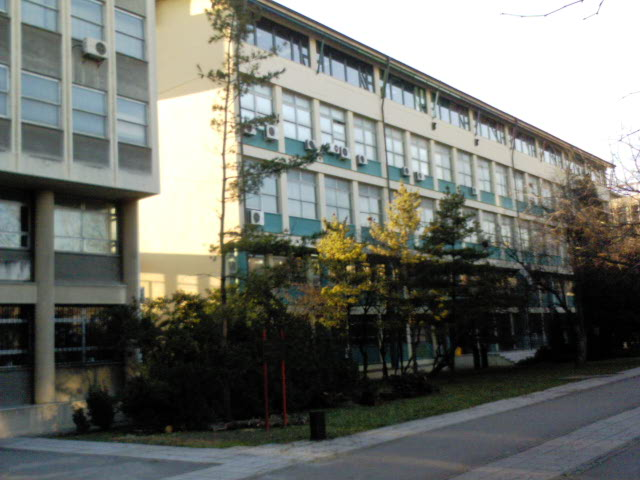
Facoltà di Scienze tecniche

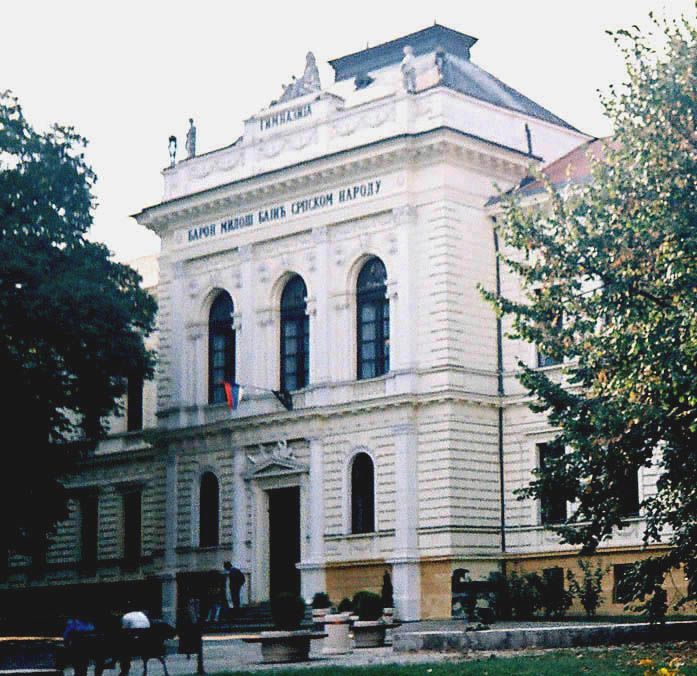
Ginnasio Jovan Jovanović Zmaj

Novi Sad è uno tra i più importanti centri educativi della Serbia con 54 tra asili nido e scuole materne, 38 scuole elementari, 15 scuole secondarie sia pubbliche che private, l'Università pubblica e 4 facoltà private.

La più antica scuola superiore è il Ginnasio Jovan Jovanović Zmaj, istituito nel 1810, le altre scuole superiori sono 3 ginnasi e diversi istituti di indirizzo tecnico o artistico tra cui spicca l'Accademia della musica e del balletto. L'Università (Универзитет у Новом Саду, Univerzitet u Novom Sadu) è stata istituita nel 1960 ed ha 13 facoltà.
In tutte le scuole della città le lezioni sono plurilingui: le materie, infatti vengono insegnate non solo in serbo, ma anche in ungherese, slovacco e ruteno.

### Media
A Novi Sad vengono stampati due quotidiani, il Dnevnik (Дневник) e il Građanski list (Грађански лист); un altro giornale, il Magyar Szó, redatto in ungherese, era stampato a Novi Sad fino al 2006, anno in cui ha spostato la propria sede a Subotica.
La città è anche sede della Radio Televisione della Vojvodina (Радио Телевизија Војводине - РТВ, Radio Televizija Vojvodine - RTV), un ramo dell'emittenza radiotelevisiva pubblica della Serbia, del canale radiofonico pubblico Apolo (Аполо) e di diversi canali TV commerciali come Kanal 9, RTV Panonija e RTV Most. Tra le emittenti radio più importanti ci sono Radio 021 e Radio As.

## Geografia antropica

### Suddivisione amministrativa
Alcuni dei più antichi quartieri della città sono Stari Grad, Rotkvarija, Podbara e Salajka che nel 1694 si fusero per dare vita a Novi Sad. Petrovaradino (Петроварадин) e Sremska Kamenica (Сремска Каменица), sulla riva destra del Danubio, un tempo erano comuni separati, ma oggi costituiscono uno dei due comuni in cui la città è divisa: l'altra è Novi Sad propriamente detta.
Tra il 1950 e il 1960 diverse case del centro storico furono abbattute per costruire al loro posto palazzi di più piani. Dal 1960 al 1980 furono anche costruiti numerosi quartieri moderni come Liman (diviso in quattro zone) e Novo Naselje dove sono stati creati edifici moderni e ampi viali.
Oltre alla zona urbana, la città di Novi Sad comprende diversi sobborghi nei quali si sono stabilite moltissime famiglie provenienti dalle campagne; più del 20% dei cittadini di Novi Sad vive in questi insediamenti, il più popoloso dei quali è Futog con oltre 18.000 abitanti.

## Economia

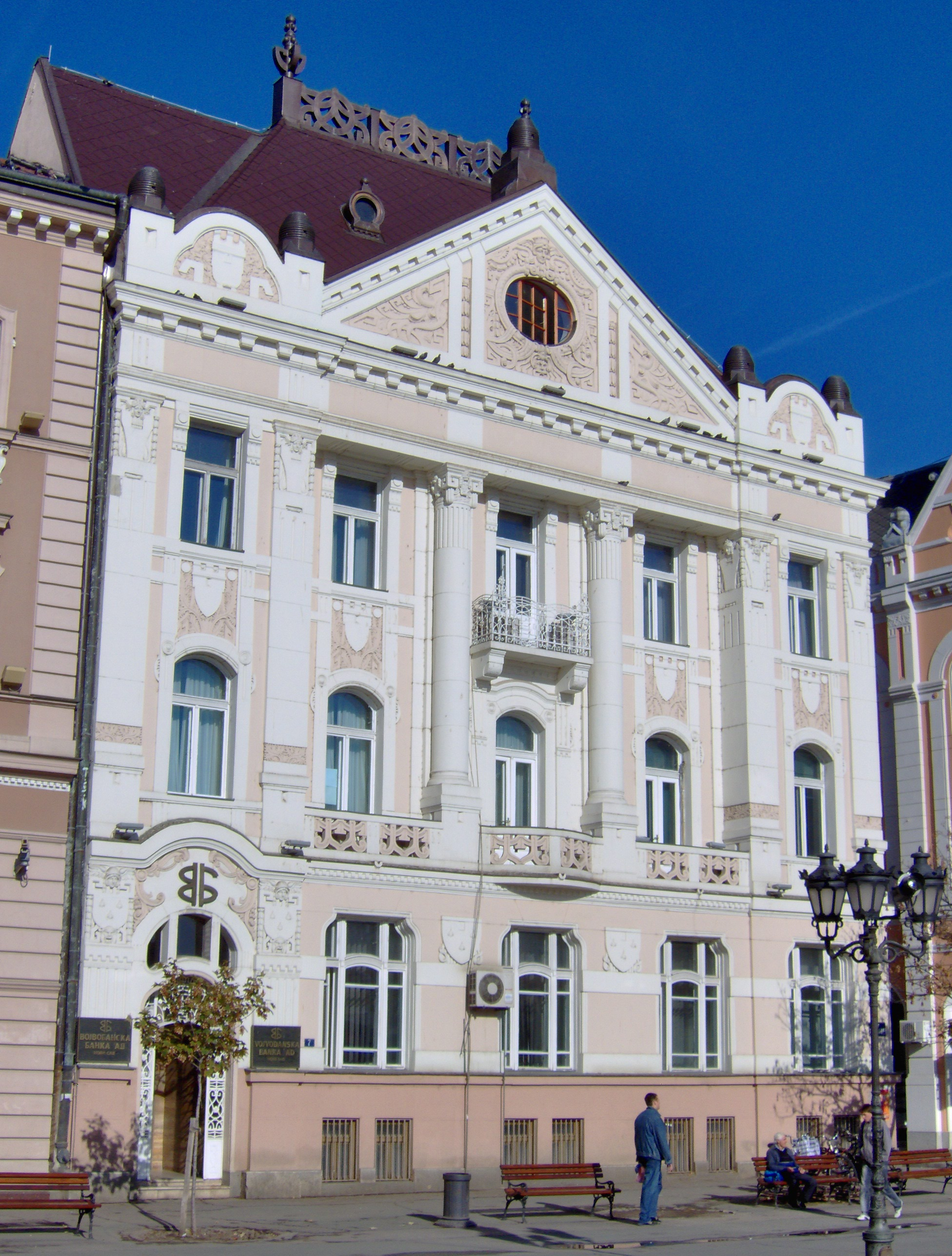
Vojvođanska Banka

Fin dai suoi albori, Novi Sad ha fortemente sviluppato la propria economia. Nel XVIII secolo erano molto fiorenti gli opifici della seta, le fabbriche di tabacco da fiuto e le industrie per la produzione della birra. Aveva anche sviluppato importanti relazioni economiche con Paesi europei e asiatici.
Durante il periodo jugoslavo, fu tra i centri industriali più fiorenti; particolarmente sviluppate erano le acciaierie, l'industria chimica e petrolchimica, la fabbricazione della porcellana, le industrie tessili, la fabbricazione del cuoio e dei mobili. Sviluppata era anche l'agricoltura: la produzione di grano era la più abbondante della Jugoslavia.
Strategici sono la ferrovia che la collega a Belgrado e a Budapest, percorsa da numerosi treni merci, e il porto sul Danubio in cui sono ospitate fino a 130 navi e che è usato anche come cantiere.
Negli anni novanta del XX secolo, Novi Sad risentì pesantemente delle sanzioni economiche imposte alla Serbia e dell'iperinflazione del Dinaro jugoslavo. Molte aziende dovettero chiudere, le uniche a resistere furono le raffinerie di petrolio, bombardate, però, nel 1999 dalla NATO. Finita la guerra con la NATO, l'economia di Novi Sad prese nuovo vigore. Dal 2001 si è dato il via ad un progetto di privatizzazioni di aziende pubbliche ed hanno iniziato a sorgere piccole e medie imprese. Si è investito principalmente nel settore terziario nel quale spiccano le banche come la Vojvođanska Banka, la Erste Banka, la Kulska Banka, e il settore delle assicurazioni con imprese come la DDOR Novi Sad che è la seconda compagnia assicuratrice in Serbia. Le raffinerie di petrolio hanno ripreso a funzionare, e a Novi Sad c'è la sede della Naftna Industrija Srbije, la compagnia petrolifera nazionale serba. Di nuovo fiorente è anche il mercato dei cereali. Oggi la città contribuisce per l'11% al prodotto interno lordo della Serbia.

## Infrastrutture e trasporti

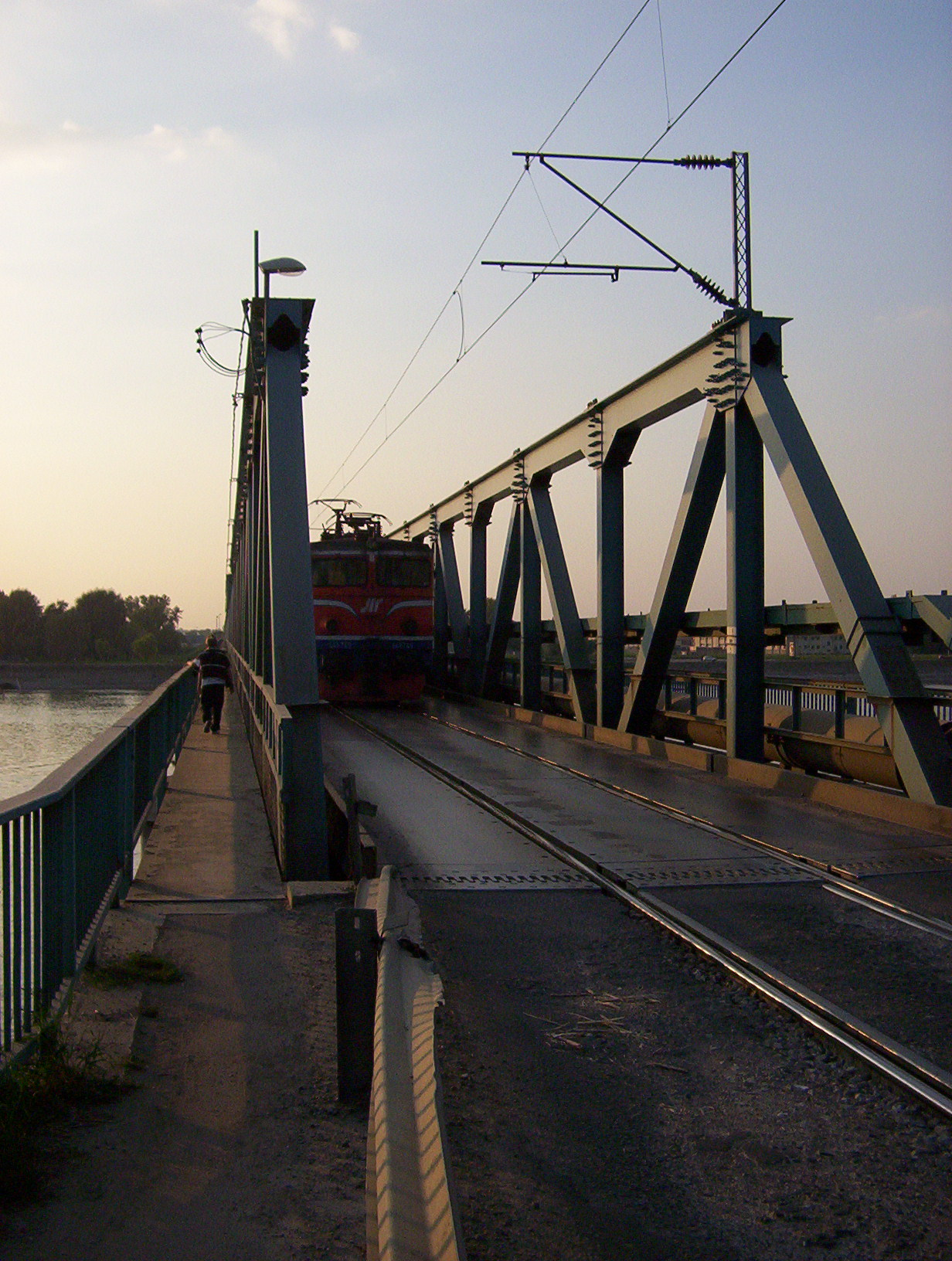
Ponte ferroviario

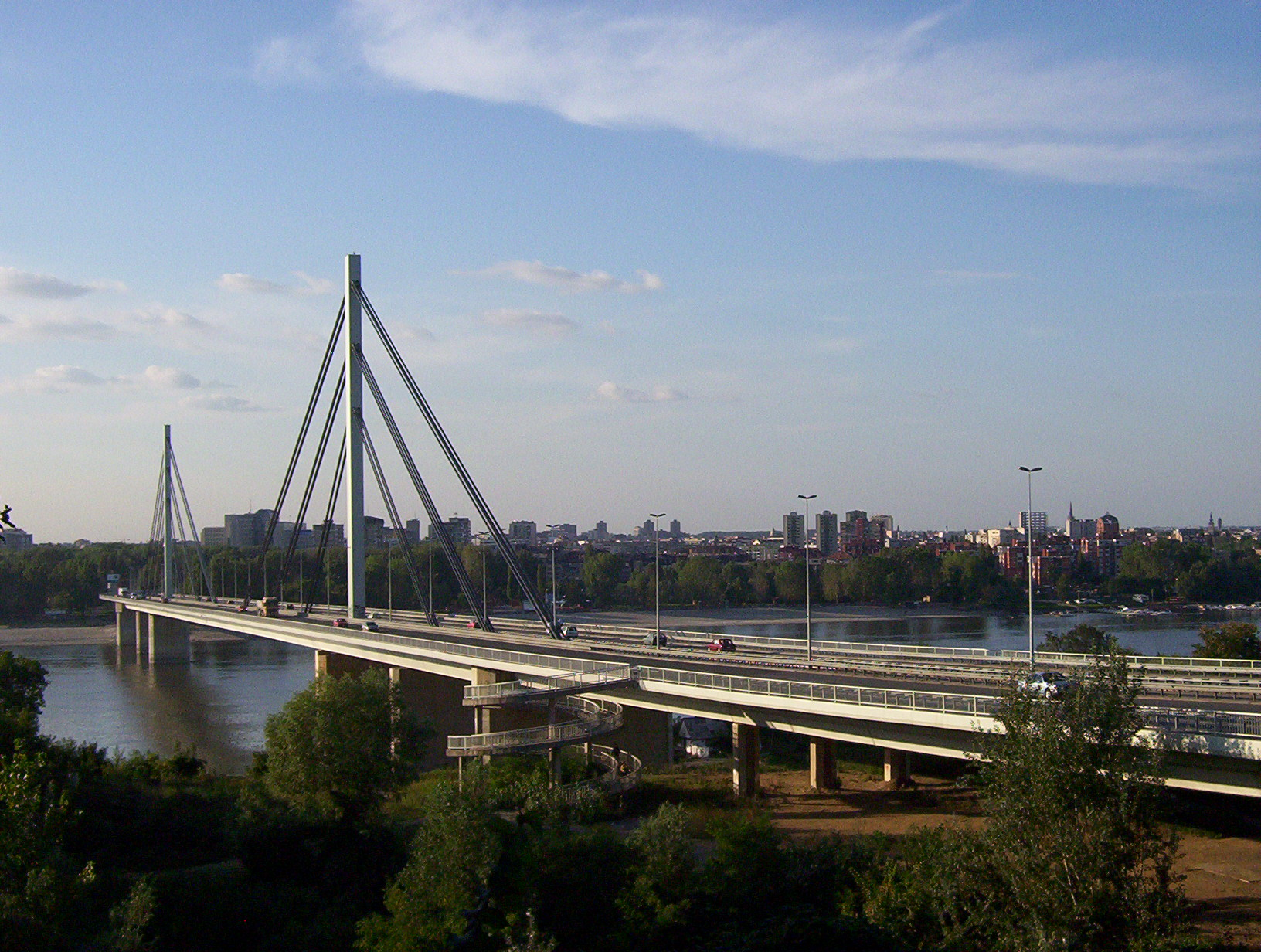
Ponte della Libertà

Novi Sad è collegata a Belgrado da un'autostrada, mentre una strada statale la unisce a Subotica e Zrenjanin, nel Nord della Serbia.
Una linea ferroviaria, attraverso la stazione di Novi Sad, la lega alle maggiori città della Voivodina come Subotica e Bačka Topola, alla capitale e da lì a Sofia, Salonicco e Skopje, e a grandi città del centro Europa, come Budapest, Vienna, Mosca e Kiev: la stazione ferroviaria si trova nel quartiere di Banatić, non lontano dal centro.
La città può essere raggiunta anche in aereo atterrando all'aeroporto cittadino che si trova presso il villaggio di Čenej, a 16 chilometri dal capoluogo.
Il trasporto pubblico è garantito da numerose linee di autobus che raggiungono il centro storico dai diversi villaggi dei comuni di Novi Sad e Petrovaradino. Ci sono anche pullman extraurbani che la collegano alle maggiori città serbe.
Per la mobilità interna attraverso i fiumi cittadini, Novi Sad possiede 10 ponti, 6 che attraversano il canale Danubio-Tibisco-Danubio e 4 proprio il Danubio. Tra questi il più nuovo è quello della Libertà (Мост слободе, Most slobode) un ponte sospeso retto da cavi, ricostruito dall'ingegnere Nikola Hajdin dal 2003 al 2005 dopo che nel 1999 era stato distrutto insieme agli altri della città dai bombardamenti della NATO.

## Amministrazione

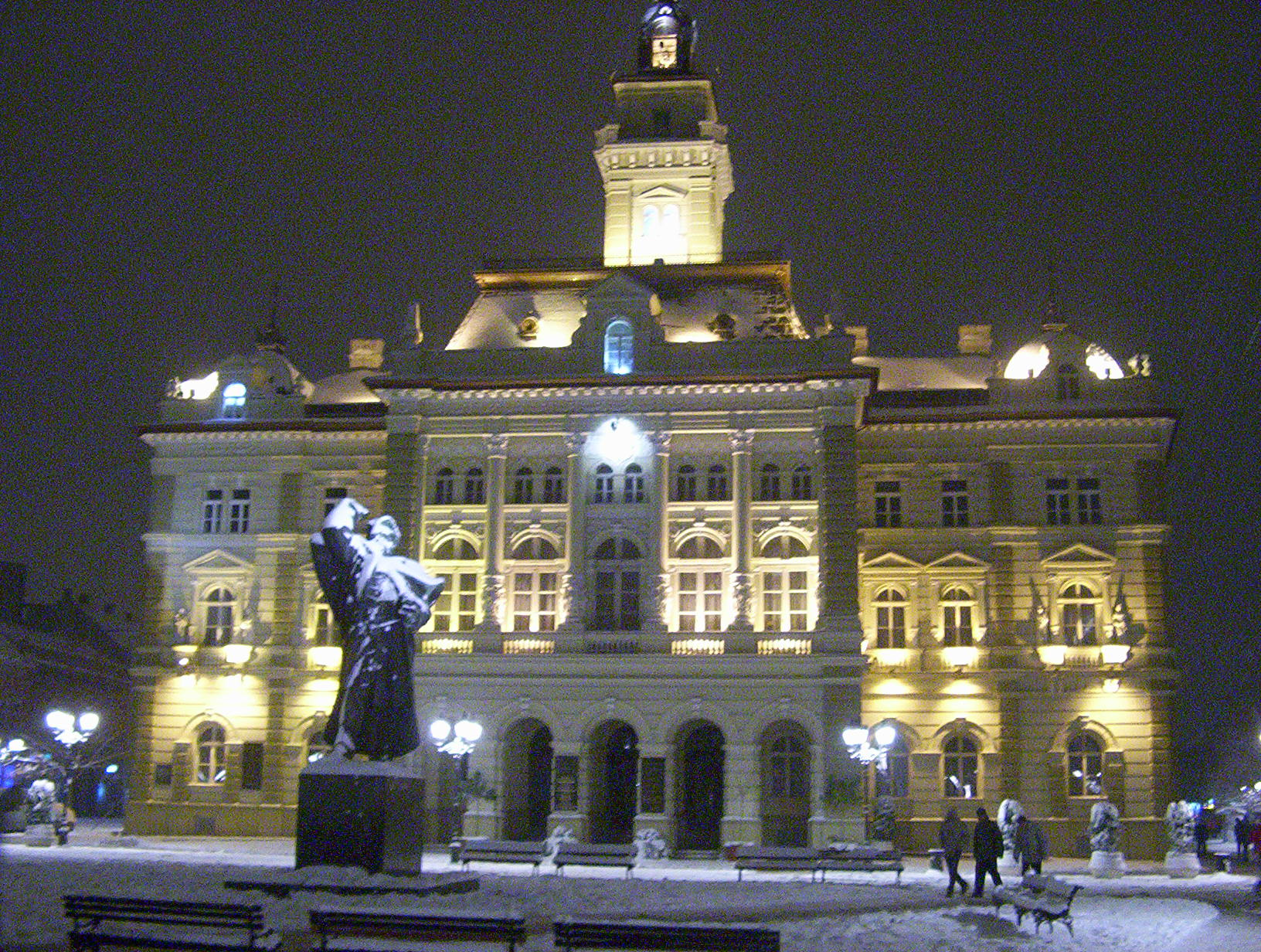
Municipio di Novi Sad.

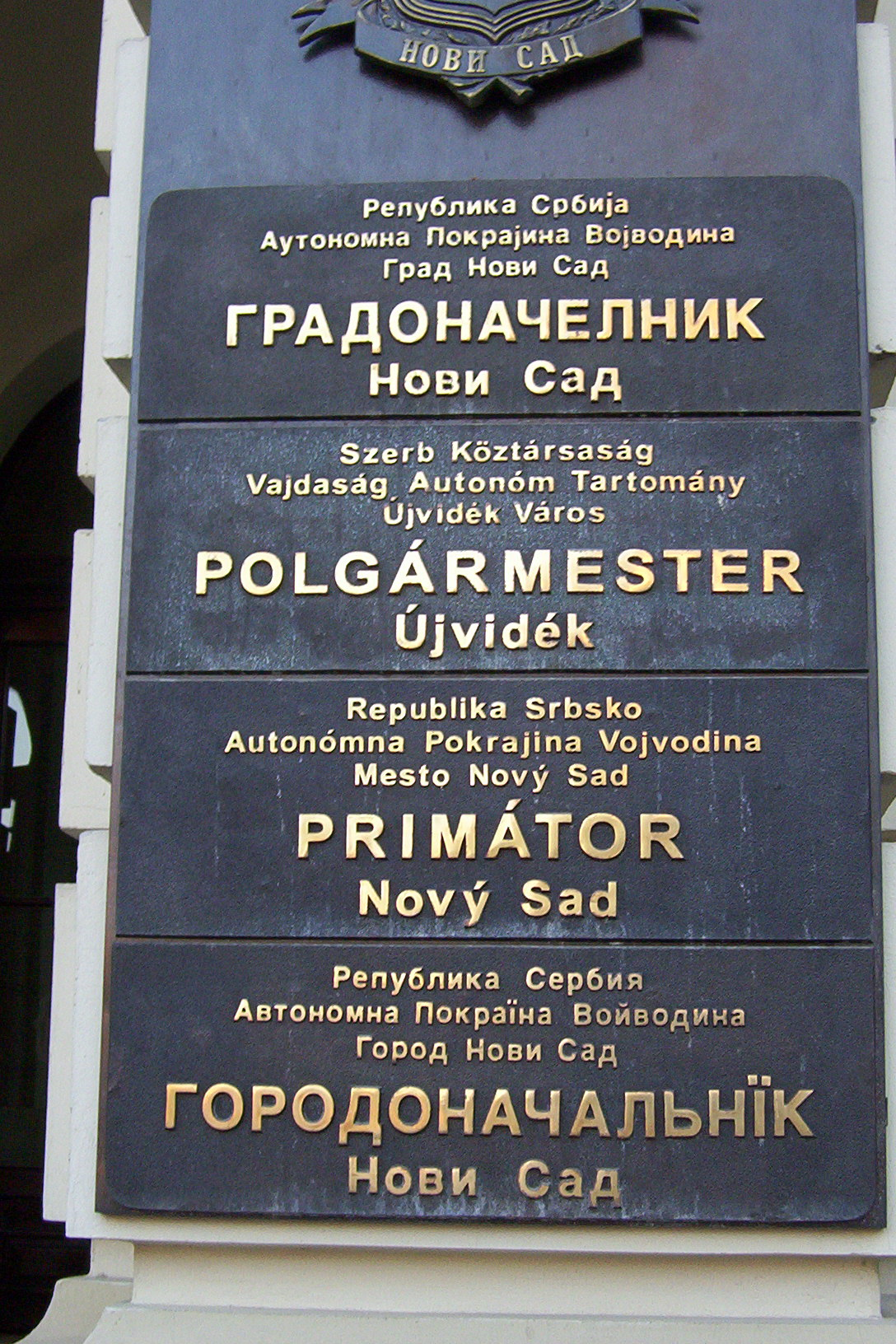
Targa in quattro lingue sull'Ufficio del sindaco.

Capitale della Voivodina, Novi Sad è la sede delle istituzioni regionali autonome, ossia del Governo e del Parlamento locali. Il Parlamento della Vojvodina (Скупштина Аутономне Покрајине Војводине, Skupština Autonomne Pokrajine Vojvodine) ha 120 deputati, 60 dei quali eletti dai Cittadini e 60 in rappresentanza degli altrettanti comuni della Vojvodina.
A livello cittadino, le istituzioni sono l'Assemblea cittadina (Cкупштина града, Skupiština grada), il Sindaco (Градоначелник, Gradonačelnik) e il Consiglio (Градско веће, Gradsko veće).
L'Assemblea è eletta dal popolo per un mandato di quattro anni, ed è composta da 78 membri.
Il sindaco fino al 2004 in Serbia era nominato dall'Assemblea, ora, invece è eletto direttamente dai cittadini durante le elezioni amministrative. Il suo mandato dura 4 anni e può essere rieletto per due sole volte consecutive.
L'attuale sindaco è Miloš Vučević del Partito Progressista Serbo.
Il Consiglio è formato dal sindaco che lo presiede e da 11 consiglieri. Prima di entrare in carica deve ricevere la fiducia dall'assemblea cittadina.

### Gemellaggi
Novi Sad è gemellata con:
- Budua, dal 1996
- Changchun, dal 1981
- Dortmund, dal 1982
- Ilioupoli, dal 1994
- Ferrara, dal 1998
- Leopoli, dal 1999
- Modena, dal 1974
- Nižnij Novgorod, dal 2006
- Norwich, dal 1989
- Timișoara, dal 2005
- Banja Luka[6]

## Sport

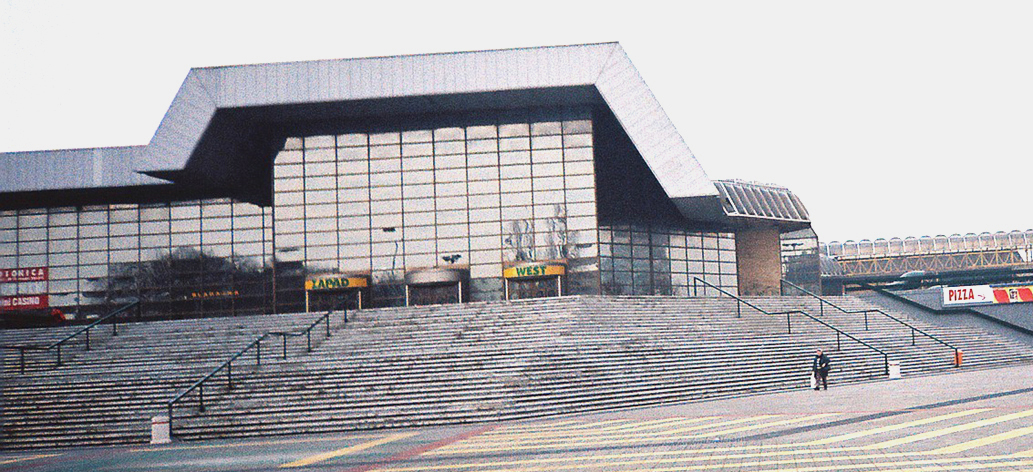
Centro sportivo SPENS

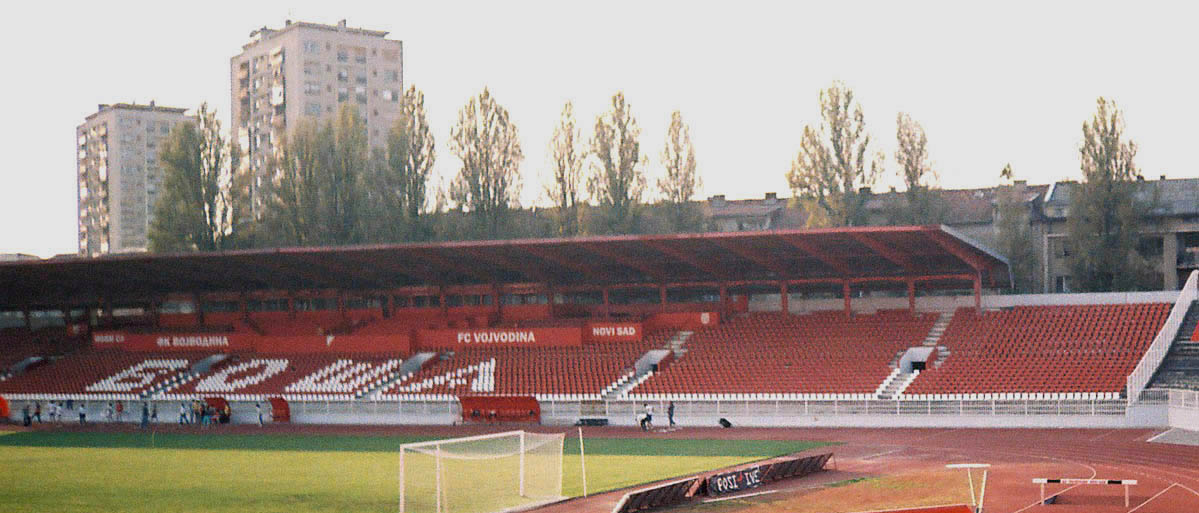
Lo stadio Karađorđe

Già alla fine del XVIII secolo a Novi Sad c'erano strutture sportive organizzate. Nel 1790 fu istituita l'Associazione cittadina tiro a segno, nel 1854 furono introdotte nelle scuole lezioni di ginnastica; 1885 nacque il Club di canottaggio "Danubius". La città ebbe una rappresentanza di atletica alle Olimpiadi di Atene del 1896.
Maggiore impulso allo sviluppo dello sport fu dato con l'istituzione dell'Associazione di Cultura Fisica nel 1959 e la costruzione nel 1981 del Centro sportivo ed economico della Vojvodina, SPENS (Спортски и пословни центар Војводина, СПЕНС) che ha ospitato nel 1978 la finale della Coppa Saporta di pallacanestro e nel 1995 alcune partite della competizione FIBA EuroBasket 2005. Lo SPENS è anche la sede della squadra cittadina di pallacanestro KK Novi Sad.
Atleti di Novi Sad hanno partecipato anche alle Olimpiadi di Melbourne nel 1956, di Montréal nel 1976, Mosca nel 1980, di Barcellona, di Atlanta nel 1996 e di Sydney nel 2000.
In città hanno avuto luogo i campionati di tennis da tavolo nel 1981 e la 29ª edizione delle Olimpiadi degli scacchi nel 1991, nonché numerosi tornei internazionali di pallavolo, Jūdō e di nuoto. Annualmente si corre la maratona cittadina. Ha ospitato nel 2009 (dal 23 a 26 luglio) i Campionati Europei categoria juniores (18-19 anni) di atletica leggera.
Tennis
Novi Sad è la città natale di Monica Seles  (nata Monika Seleš, ungh. Mónika Szeles) il 2 dicembre 1973, ex tennista jugoslava con cittadinanza ungherese, naturalizzata statunitense.
Considerata una delle tenniste più forti della storia, nel corso della sua carriera è stata numero uno del ranking WTA per 178 settimane, vincendo in tutto 53 titoli WTA in singolare (tra cui 9 tornei del Grande Slam e 3 WTA Championships) e 6 in doppio. Ha vinto la medaglia di bronzo alle Olimpiadi di Sydney 2000 grazie al successo contro la serba Jelena Dokić, aggiudicandosi inoltre tre volte la Fed Cup con gli Stati Uniti nel 1996, 1999 e nel 2000.
Calcio
Novi Sad è anche presente nel campionato di calcio con l'FK Vojvodina (ФК Војводина) che gioca nello Stadio Vojvodina fondato nel 1924 e rinominato Stadio Karađorđe nel 2007 in onore dell'eroe dell'indipendenza serba.
Nel 2005 la città di ha ospitato la 10ª e 19ª edizione dei Campionati del Mondo Categoria U16 e U20 di pesca al colpo.
Pallacanestro
Diverse anche le squadre di pallacanestro, con il Vojvodina Novi Sad che è la squadra più antica (fondata nel 1948), a cui si affianca un'altra formazione con lo stesso nome, il Vojvodina Srbijagas (fondato nel 2000), che nel 2011 ha inglobato il KK Novi Sad (club che era stato fondato nel 1985). Di minore prestigio il Meridiana Novi Sad.
Football americano
In città sono attive due squadre di football americano:
- i Novi Sad Dukes, che hanno vinto nel 2015 il titolo nazionale e il campionato CEFL;
- i Novi Sad Wild Dogs, che giocano in Druga Liga